# Charles Louis Joseph de Gau de Frégeville
Pour les articles homonymes, voir De Frégeville.
Charles Louis Joseph de Gau de Frégeville, né le 1er novembre 1762 à Teillet, mort le 4 avril 1841 à Paris, est un général et homme politique français de la Révolution et du Premier Empire.

## Biographie
Le général Charles de Frégeville est né au château de Grandval, aujourd'hui dans la commune de Teillet (Tarn). 
Issu d'une ancienne famille noble de Castres d'origine protestante, son père, Jean de Frégeville (1708-1775), seigneur de Grandval et de Plegades, officier de cavalerie, finit sa carrière comme lieutenant-général dans l'armée de Louis XV. Son demi-frère aîné, Henri de Frégeville finit lui aussi sa carrière comme général de division. 
La mère de Charles de Frégeville, Suzanne Périé (1727-1801), fille de Pierre Périé, négociant à Bédarieux, et de Magdeleine Suzanne de Lavit, est devenue en 1753 à Paris, la seconde épouse de son père. 
Un des frères aînés de Charles, Pierre, né en 1759, a été cadet au régiment de Condé dragons peu avant de périr accidentellement à Teillet en 1774. Charles de Frégeville, âgé d'à peine 12 ans, lui est substitué et rejoint son régiment sur les côtes de Bretagne. Jeune soldat, Charles fait son service dans les grades subalternes pendant deux ans, puis il est nommé sous-lieutenant le 11 juillet 1779.
En 1781 il achète une compagnie et est nommé capitaine au régiment de Condé dragons. Il emploie dès lors une partie de ses semestres à voyager en Prusse et en Allemagne ; il apprend la langue allemande et étudie principalement la stratégie des armées de Prusse et d'Allemagne. De retour en France il se met le 17 mai 1790 à la tête de la garde nationale à cheval de Montpellier pour réprimer des troubles à Nîmes et à Beaucaire.
Charles de Frégeville est nommé le 20 janvier 1792 capitaine au 3e régiment de chasseurs à cheval et le 20 avril suivant, lieutenant-colonel du 2e régiment de hussards. Charles de Frégeville participe à la campagne dans les Ardennes sous les ordres de La Fayette (alors général en chef de l'armée du Centre) et y commence sa réputation.
Le colonel baron Jean Conrad von Malsen et le premier lieutenant-colonel Hock, tous deux hostiles aux idées nouvelles, sont résolus de passer à l'ennemi avec l'ensemble du 2e régiment de hussards qui se trouve alors sur la frontière des Ardennes. La Fayette étant absent, Malsen et Hock ont éloigné Frégeville dont ils connaissent la fidélité à la République, mais celui-ci, averti à temps, accourt et fait tant que le régiment, un instant ébranlé, refuse de partir et de suivre au camp autrichien son colonel, le lieutenant-colonel en premier et huit officiers qui émigrent seuls. En récompense, Charles de Frégeville est nommé colonel de ce même régiment. Il ne tarde pas à se signaler par sa conduite : ainsi sous les ordres de Dumouriez, lors de la retraite de Grand-Pré, peu avant Valmy, il conduit habilement ses hussards et se bat en soldat intrépide. On sait que Dumouriez a en cette occasion, 20 000 hommes en retraite devant une armée de 100 000 Prussiens et Autrichiens. Frégeville, qui forme l'arrière-garde, charge plusieurs fois la cavalerie ennemie et la tient en échec. Puis il se couvre de gloire à Valmy (20 septembre 1792) de même qu'à Jemmapes (6 novembre), à Hal, à Bruxelles, à Tirlemont (20 et 21 novembre) et devient un exemple pour l'armée.
Peu de temps avant sa fuite, Dumouriez va le trouver au camp de Maulde et lui confie ses desseins : son plan consiste à enlever le Dauphin emprisonné au Temple, à le proclamer roi au milieu de son armée et à confier la régence au duc de Chartres, futur Louis-Philippe Ier. Le colonel Frégeville consent à se prêter à ses vues. Il est convenu que le colonel se rendra à Cambrai, puis à  Pont-Sainte-Maxence, sous prétexte de ré-équiper son régiment et de le renforcer avec des réservistes. À peine est-il en marche qu'il reçoit un deuxième ordre de Dumouriez pour l'arrestation de Bouchotte, alors officier supérieur des hussards et depuis peu commandant de la place de Cambrai, où il préside le club populaire.
Frégeville s'apprête à s'acquitter de cette mission lorsqu'un courrier extraordinaire instruit les autorités que Dumouriez a émigré, qu'il est déclaré traître à la patrie, mis hors la loi, et que tout officier qui exécuterait des ordres de lui serait condamné à mort. Frégeville se contente de déchirer le mandat d'arrestation qu'il a reçu. Mais un colonel qui a eu connaissance de cet ordre fait part à Bouchotte des dangers qu'il a courus. Ce commandant de place se borne à écrire au général Dampierre, successeur de Dumouriez, de délivrer Cambrai d'un régiment qu'il considère comme très suspect. Dampierre, qui compte sur le patriotisme du 2e hussards, confie à Frégeville le commandement de toutes les troupes qui couvrent Valenciennes.
Frégeville se conduit à Valenciennes de la manière la plus distinguée ; mais bientôt rappelé au quartier général, Dampierre lui communique un ordre qui lui prescrit de l'envoyer à Paris pour rendre compte de sa conduite. On sait ce que sont alors ces ordres de rejoindre Paris : c'est l'échafaud en perspective, et cependant il part. Heureusement le Comité de salut public a été prévenu avantageusement par les représentants du peuple, il renvoie Frégeville à son régiment.
Le 15 mai 1793 Frégeville est nommé général de brigade à l'avant-garde de l'armée des Pyrénées orientales. Cette avant-garde est de 3 000 hommes et l'armée des Pyrénées orientales compte à peine 11 000 hommes. Avec des forces inférieures, le général Frégeville tient souvent tête aux troupes espagnoles. Il participe à la Bataille de Peyrestortes remportée par les troupes françaises. Mais un jour, n'ayant avec lui que 400 hommes, il est enveloppé par environ 3 000 hommes et fait prisonnier avec ses aides de camp. Après deux ans d'une dure captivité en Espagne, il est libéré et part résider à Montpellier en attendant un ordre de service. À peine arrivé dans cette ville, une insurrection y éclate, le général parvient à l'apaiser à force de sagesse, cherchant les voies de la conciliation. La ville reconnaissante le nomme député de l'Hérault au conseil des Cinq-Cents.
Le 18 brumaire (9 novembre 1799) et dans les journées qui suivent, le général Frégeville joue un rôle très actif. Le 19 brumaire, on le voit, aidé de deux de ses collègues, enlever le président Lucien Bonaparte de son fauteuil et le porter dans la cour pour le soustraire aux violences dont plusieurs députés le menacent. Le même jour c'est Frégeville qui décide Napoléon Bonaparte à paraître devant environ 150 membres du conseil des Cinq-Cents réunis dans une salle. C'est lors cette réunion qu'on décide qu'un décret nommant trois Consuls – parmi lesquels le général Bonaparte – sera soumis à l'approbation du conseil des Anciens. Séance tenante on nomme une commission de 25 membres pris dans chaque conseil, et on la charge de rédiger une constitution. Frégeville est du nombre de ceux que choisit le conseil des Anciens. La Constitution de l'An VIII qui instaure le Consulat est promulguée au début de l'année 1800. Le général Frégeville passe au Corps législatif, dont il reste membre jusqu'en juin 1814.
Frégeville préfère cependant le service actif plutôt que le Corps législatif. Nommé général de division le 28 mars 1800, il reçoit la mission d'organiser 25 régiments dans un rayon de 38 lieues (soit environ 150 kilomètres) de Paris. Toutes ces forces promptement réunies sont dirigées vers l'Italie.
Pendant la campagne d'Italie de 1800, le général de Frégeville prend le commandement des troupes légères du général Brune, et se distingue par des charges brillantes au passages du Mincio et du Tagliamento. On le voit ensuite gouverneur de la 9e division militaire, commandant une division sous Masséna, et quand le roi Joseph Bonaparte réunit sous ses ordres les armées de Masséna et de Gouvion-Saint-Cyr, c'est Frégeville qui commande en chef toute la cavalerie composée de quatre divisions. Pendant que Gouvion-Saint-Cyr fait le siège de Gaète, il réussit à s'emparer de Civitella del Tronto, située sur une position inexpugnable dans les Abruzzes.
Après la prise de Civitella del Tronto et celle de Gaète, le général de Frégeville est nommé gouverneur d'une partie de l'Italie qui longe la Mer Adriatique, depuis les États Romains jusqu'aux côtes de la Calabre,
Après la paix de Tilsitt en 1807, Frégeville tombe dans la disgrâce de l'Empereur et reste sans emploi jusqu'en 1814. Il partage alors son temps entre son domaine de Gramont, à quelques kilomètres de Montpellier, et une vie mondaine à Paris, ce qui lui permet un retour en grâce auprès des Bourbons lors de la Première Restauration.
Louis XVIII le nomme le 8 juillet 1814 chevalier de Saint-Louis, et le 27 décembre grand officier de la Légion d'honneur dont il était commandeur depuis 1804. Il doit sa faveur aux Tuileries à sa conduite en 1793 ; conduite qu'il a eu soin de faire constater par le duc d'Orléans et par Dumouriez, alors à Londres.
Pendant les Cent-Jours, Napoléon Ier lui confie la cavalerie du 2e corps d'observation des Pyrénées-Orientales.
À la Seconde Restauration, ce commandement lui est ôté par le duc d'Angoulême irrité par le fait que Frégeville refuse de licencier son corps de cavalerie. Le ministre de la guerre, le maréchal Gouvion-Saint-Cyr à qui Frégeville se plaint, lui donne l'inspection générale de 25 régiments de l'armée de la Loire. Le général de Frégeville doit combattre les ordres occultes du duc d'Angoulême. Le projet du duc est de réorganiser l'armée ; il réussit, et le général de Frégeville est mis à la retraite.
En 1830, le général de Frégeville est remis en disponibilité, et en 1833, il est admis définitivement à la retraite. Il est à Paris en 1835, et se trouve à la revue du 28 juillet, à cinq pas du roi Louis-Philippe 1er et derrière le général Lachasse-Vérigny. Le 28 juillet 1835, lors de l'attentat boulevard du Temple, il est blessé par l'explosion de la machine de Giuseppe Fieschi et a son cheval tué sous lui.
Entre 1796 et 1821, Frégeville est propriétaire du château de Gramont, à quelques kilomètres du centre de Montpellier, dans l'Hérault, acheté en mai 1796, dans lequel il s'installe et organise avec faste des réceptions mémorables. Le château de Gramont est aujourd'hui la propriété de la mairie de Montpellier.
En 1833, le général de Frégeville vend son château de Grandval à son avocat de Montpellier Hippolyte Charamaule. Il passe la fin de sa vie modestement à Paris où il décède en avril 1841.
Le nom du général de Frégeville est inscrit sur l'arc de triomphe de l'Étoile, côté Ouest, dans la 34e colonne.

## Famille
La baronne Barbara Juliane von Krüdener, femme de lettres allemande née à Riga dans l'actuelle Lettonie, inspire en 1790 à Frégeville une très vive passion. Ils se rencontrent à Montpellier en 1790, puis partent vivre à Copenhague. Les biographes de Barbara Juliane von Krüdener indiquent que Frégeville conserve longtemps avec elle une relation épistolaire après le modus-vivendi arrangé par l'époux en 1791, modus vivendi facilité par le départ de Frégeville à la guerre.
Après un premier mariage avec Mademoiselle Rodier de Manilargues, Frégeville épouse le 31 octobre 1798 à Béziers Claire Sicard, née le 10 août 1781 dont il a plusieurs enfants dont :
- Caroline Henriette Suzanne, née à Paris en 1800 qui épouse en 1821 à Montpellier, Ambroise-Jacques Bricogne (1784-1847), haut fonctionnaire, Receveur général des Finances entre 1825 et 1847.
- Louis Hortensius Henry, né à Montpellier en 1803 qui épouse en 1828 à Pont-à-Mousson, Ernestine Adélaïde Joséphine Bourcier née en 1805.
- Henriette, mariée au baron de Roll d'Emmenholz

## Carrière militaire
- 20 septembre 1792 : Colonel au 2e régiment de hussards
- 15 mai 1793 : Général de brigade
- 28 mars 1800 : Général de division

## Décorations
- 14 juin 1804 : Commandeur de la Légion d'honneur
- 27 décembre 1814 : Grand officier de la Légion d'honneur

## Sources
Service Historique de la Défense, Armée de terre, sous-série GR Y Officiers généraux de l'Armée de Terre et des services (de l'Ancien Régime à 2010), Dossier individuel du général de Frégeville, Grade GDI, Cote 7 YD 348 
« Charles Louis Joseph de Gau de Frégeville », dans Charles Mullié, Biographie des célébrités militaires des armées de terre et de mer de 1789 à 1850, 1852 [détail de l’édition]